# Битва за гасьєнду Ель-Гуальчо
Битва при Ель-Гуальчо-Гасьєнда — зіткнення, яке відбулося 6 липня 1828 року між силами Франсіско Моразана та федеральними військами на чолі з полковником Вісенте Домінгесом на території сучасної Нуева-Гранади , Усулутан , Республіка Сальвадор .

## Фон
Президент Федеративної Республіки Центральної Америки Мануель Хосе Арсе розпустив Конгрес і Сенат у жовтні 1826 року , намагаючись створити централізовану або унітарну систему в союзі з консерваторами, через що він залишився без підтримки своїх ліберальних колег.
Арсе наказав здійснити державний переворот Гондурасу 1827 року, заарештувавши главу держави Гондурас Діонісіо де Еррера та Франсіско Моразана , які втекли та зібрали армію, яка скинула тимчасовий уряд Гондурасу після битви при Ла-Тринідаді.
Після перемоги в «Ла-Тринідаді» Морасан став лідером ліберального руху і отримав визнання за свої військові здібності по всій Центральній Америці. З цих причин Морасан отримав заклики про допомогу від лібералів у Сальвадорі. Як і в Гондурасі, сальвадорці виступили проти нових конгресменів та інших урядовців, обраних указом від 10 жовтня 1826 року.
Сальвадорці вимагали відновлення на посаді колишніх політичних лідерів, але президент Мануель Арсе стверджував, що цей захід необхідний для відновлення конституційного порядку.

## Битва
Франциско Морасан прийняв виклик, запропонований сальвадорцями. Він передав командування Дієго Вігілу як новому главі держави Гондурас і відправився в Тексігуат, де підготував і організував свої війська для Сальвадорської військової кампанії. У квітні 1828 року Морасан попрямував до Сальвадору з силою в 1400 чоловік об’єднаної армія «Захисник закону », яка складалася з невеликих груп гондурасців, нікарагуанців і сальвадорців, які надавали власні знаряддя війни. Основну частину піхоти становили індіанці, деякі були слугами в будинках землевласників і дотримувалися своїх ліберальних переконань, інші працювали на політика, а інші просто сподівалися отримати щось натомість за свої зусилля після закінчення війни, тобто об'єднання сил, які приєдналися до Морасана в його боротьбі проти федеральних військ. 
Поки сальвадорська армія вступила в бій з федеральними силами в Сан-Сальвадорі, Морасан розташувався в східній частині штату на фазенді Ель-Гуальчо.
6 липня відбулося зіткнення між силами Моразана та військами полковника Вісенте Домінгеса на фазенді Ель-Гуальчо, у якому сили Моразана вийшли переможцями.

### Спогади Моразана
Морасан у своїх мемуарах так описує битву:
О 12 ночі я почав свій марш для цієї мети, але дощ не дозволив мені подвоїти зміну, і я був змушений чекати на гасьєнді Ель-Гуальячо, поки погода покращиться... О третій ранку. , Вода зупинилася, я мав дві роти мисливців, які розташувалися на висоті над фазендою, ліворуч... О п'ятій годині я дізнався позицію, яку він (ворог) займає... Я не міг піти. за таких обставин... Продовжувати марш без серйозної небезпеки через величезну рівнину і в самій присутності супротивників було вже неможливо. Менше я міг захищатися на фазенді, розташованій під висотою понад 200 футів, яка у формі півкола домінує над головною будівлею пістолетним пострілом, перерізаною на протилежному кінці недоступною річкою, яка служить ровом. Тоді це було Треба було прийняти бій з усіма перевагами, яких досяг ворог... Я примусив мисливців наступати на ворога, щоб зупинити його рух, тому що, знаючи критичність свого становища, я йшов на них у темпі атаки. Тим часом сила підіймалася крутою і вузькою стежкою, вогонь спалахнув на половину рушничного пострілу, який згодом став загальним. Але 175 недосвідчених солдатів на чверть години зробили безсильними неодноразові атаки всієї маси ворога... Ентузіазм, який героїзм цих відважних гондурасців викликав у всіх солдатів, перевищував кількість супротивників. Коли дія стала загальною з обох сторін, наше праве крило було відкинуто. І зайняв легку артилерію, що його підтримувала; але резерв, який тоді діяв з того боку, відновив нашу лінію. 2 

## Пізніші події
Після битви біля Гасьєнди Ель-Гуальчо Морасан прямує до Сан-Мігеля, щоб отримати ресурси для своїх солдатів, і продовжував битися навколо Сан-Мігеля, перемігши кожен загін, надісланий генералом Арзу із Сан-Сальвадору.  Це спонукало Арзу залишити полковника Монтуфара керувати Сан-Сальвадором і особисто подбати про Моразана. Коли ліберальний каудильйо зрозумів рухи Арсу, він вирушив до Гондурасу, щоб набрати більше військ для наступної битви.